# Interferometria a doble polarització
La interferometria a doble polarització (DPI, dual polarization interferometry) és una tècnica analítica que pot sondejar els estrats a escala molecular adsorbits en la superfície d'una guia d'ona usant l'ona evanescent d'un feix de làser confinat en la guia d'ona. Generalment es fa servir per mesurar el canvi en la conformació dels pèptids i les proteïnes o per conèixer el funcionament d'altres biomolècules referit com relació de l'activitat conformacional (en anglès:conformation activity relationship).
La DPI focalitza la llum làser en dues guies d'ona: una dita detectora (sensing) i una altra per crear un feix de referència. Es forma una interferència física combinant la llum que passa per les dues guies d'ona. La tècnica de la DPI fa rotar la polarització electromagnètica del làser per excitar les dues modalitats de polarització de les guies d'ona. Les mesures de l'interferograma per les dues polaritzacions permet calcular l'índex de refracció i l'espessor de l'estrat absorbit. La DPI generalment s'usa per caracteritzar les interaccions bioquímiques quantificant al mateix temps cada canvi conformacional, com la mesura de les taxes de reaccions, l'afinitat i la termodinàmica.
La tècnica és quantitativa i el temps real (10Hz) amb una resolució dimensional de 0,01 nm.